# Llano Estacado

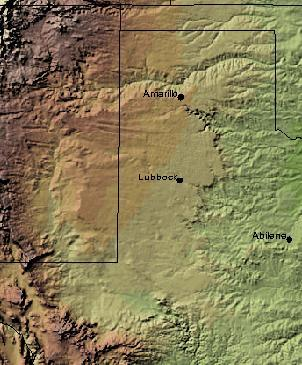
Reliefkarte des Llano Estacado

Der Llano Estacado (Aussprache spanisch [ˈʎano estaˈkaðo], englisch [ˈjano ɛstəˈkaɾo]), auch Staked Plains, ist eine Region in den Vereinigten Staaten. Sie befindet sich im südöstlichen Teil New Mexicos und im nordwestlichen Teil von Texas und ist in dieser Gegend der südlichste Ausläufer der Great Plains, der großen Präriegebiete.
Der Llano Estacado wurde das erste Mal durch den spanischen Eroberer Francisco Vásquez de Coronado am 20. Oktober des Jahres 1541 in einem Brief an den spanischen König beschrieben. Die Klippen und unzugänglichen Felsformationen der Mescalero- und Caprock-Steilhänge, die die Hochebene umgeben, wurden von den ersten Europäern als „palisadenhaft“ wahrgenommen, was sich im Namen niederschlug.
Bereits vor der Zeit der spanischen Conquista war der Llano Wohn- und Streifgebiet der Apachen (Apacheria). Bis in die Zeit der Indianerkriege lebten hier die Lipan- und Mescalero-Apachen. Im Lauf des 17. Jahrhunderts drangen die mittlerweile berittenen Comanchen in das Gebiet vor und machten es zu einem Teil der Comancheria. Der Llano Estacado war bis in die späten 1870er Jahre Rückzugsgebiet der Comanchen und verbündeter Indianerstämme sowie Schauplatz einiger Gefechte, etwa des Buffalo Hunters’ War von 1877.

## Geografie

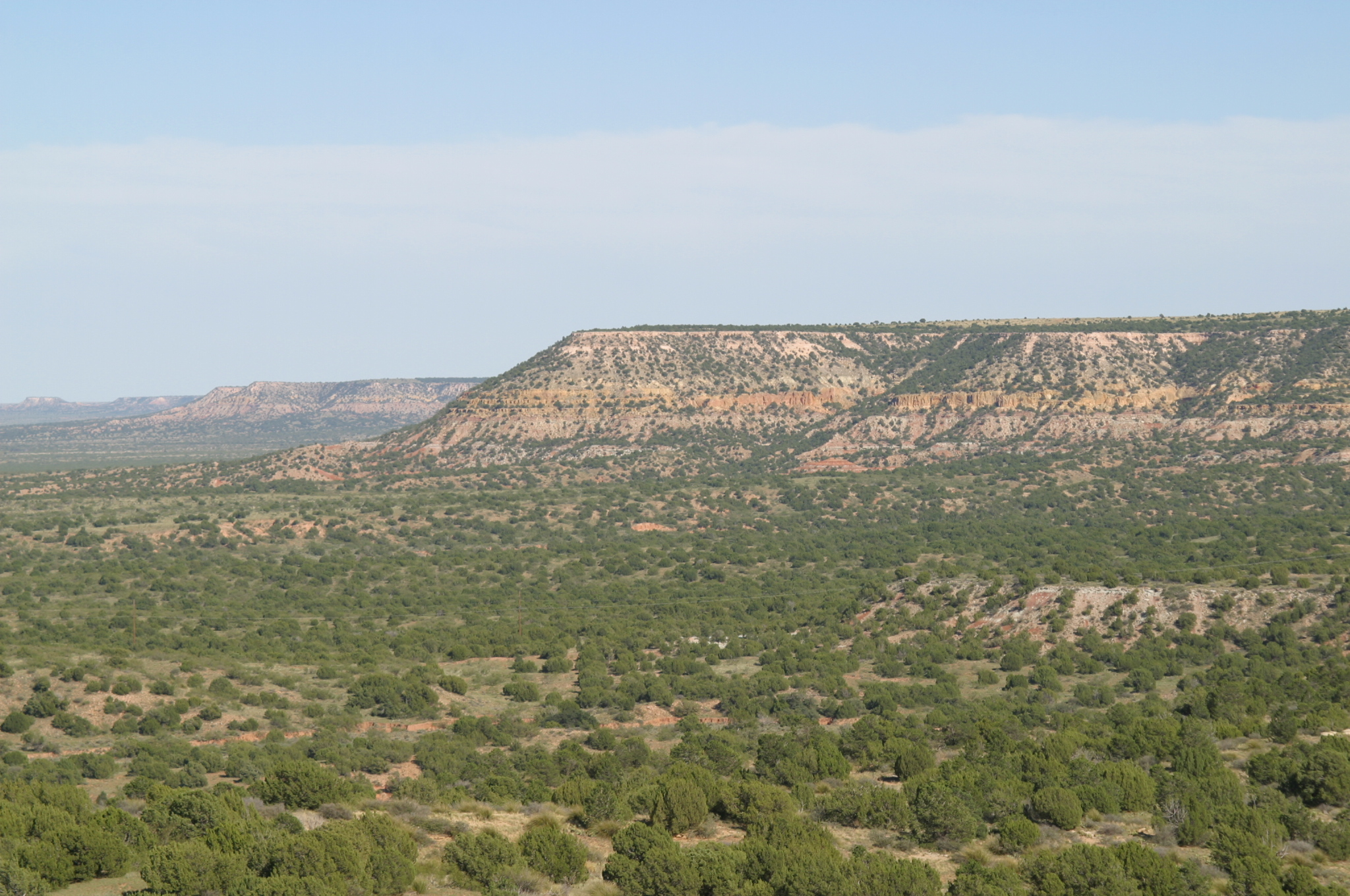
Der steile Nordwestrand des Llano Estacado vom Tal des Canadian River in New Mexico aus gesehen.

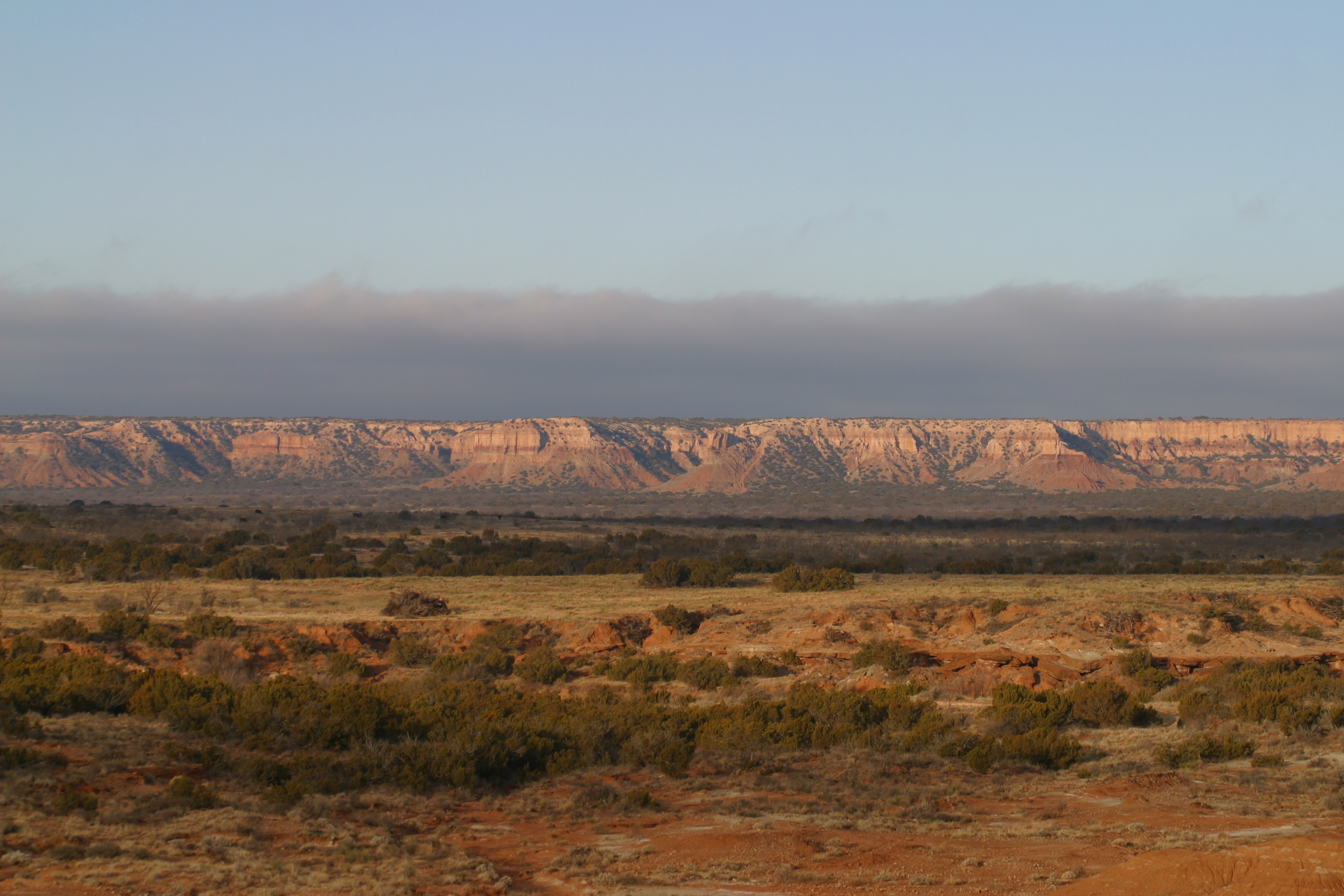
Blick auf den ebenfalls als Steilhang ausgebildeten nördlichen Ostrand des Llano Estacado im Texas Panhandle

Der Llano Estacado ist ein relativ flaches, baumloses und trockenes Tafelland (Mesa) auf 760 bis 1200 m Höhe zwischen 101° und 104° westlicher Länge und 31° und 35° nördlicher Breite.
Orographisch begrenzt wird der Llano Estacado im Westen durch das Tal des Rio Pecos, im Norden durch das Tal des Canadian River und im Osten durch die Rolling Plains, ein ausgedehntes Hügelland im Norden von Texas. An allen diesen drei Seiten ist die Begrenzung scharf und der Llano Estacado fällt relativ steil zum Umland ab. Ursächlich hierfür ist eine Schichtstufe aus Kalkstein, das Caprock Escarpment, an der Westflanke auch Mescalero Ridge genannt. Im Süden besteht hingegen keine klare Abgrenzung. Dort geht der Llano fließend in das Edwards Plateau über. Damit bildet er ein in Nord-Süd-Richtung etwa 500 km langes Oval und gehört mit rund 100.000 km² Fläche zu den größten Tafelländern des amerikanischen Kontinents. Das Gelände fällt von Nordwest nach Südost um 10 Fuß pro Meile ab, was etwa 0,2 Prozent Gefälle entspricht.
Das Klima der Hochebene ist kalt-semiarid (BSk nach Köppen) mit heißen Sommern und kalten Wintern. Der Vegetationstyp entspricht einer Hochgrassteppe. Wärmster Monat ist der Juli mit 32 °C durchschnittlicher Tageshöchsttemperatur. Die durchschnittliche jährliche Niederschlagsmenge liegt zwischen 580 mm im östlichen und 360 mm im westlichen Teil, wobei der größte Teil der Niederschläge oberflächlich abfließt oder verdunstet.

## Geologie
Die ältesten Schichten der Hochebene sind gegen Ende des Paläozoikums vor ca. 260 Millionen Jahren entstanden.
Gegen Ende des Mesozoikums, vor ca. 70 Millionen Jahren, begannen sich die Rocky Mountains zu bilden. Die Llano-Region blieb davon jedoch zunächst noch weitgehend unbeeinflusst. Erst während des jüngeren Känozoikums ab ca. 15 Millionen Jahren bildeten sich mit beginnender Hebung des Colorado-Plateaus die jüngsten Schichten des Llano Estacado: Infolge verstärkter Erosion in den aufsteigenden Gebieten wurden entsprechende molassoide Sedimente in die östlich liegenden Ebenen eingeschüttet. Zum Ende des Miozäns vor ca. 10 Millionen Jahren griffen Hebung und Erosion allmählich auf das östliche Vorland der Rocky Mountains über, wodurch ab dem Pleistozän (3 Mio. Jahre) die Canyons und die Felsformationen, die den Llano begrenzen, entstanden (siehe auch Geologie des Texas Panhandle).

## Wirtschaft
Die bedeutendsten Städte dieser sehr dünn besiedelten Region sind Amarillo, Lubbock, Midland und Odessa in Texas sowie Hobbs in New Mexico.
Wegen des trockenen Klimas ist Ackerbau nur mit künstlicher Bewässerung möglich. Aus dem unter dem Tafelland liegenden Ogallala-Aquifer werden große Mengen Wasser entnommen, vorwiegend für den Anbau von Baumwolle. In jüngerer Zeit wurde die Region durch Öl- und Gasvorkommen wirtschaftlich interessant.

## Der Llano in der Literatur

### Karl May
Im deutschsprachigen Raum ist der Llano Estacado vor allem durch Karl May bekannt gemacht worden, der einige seiner Erzählungen (u. a. Der Geist des Llano estakado, Old Surehand I) in dieser Region spielen lässt. Dabei schildert May den Llano dramatisierend als praktisch wasserlose, für Reisende gefährliche Wüste mit zwar einer einzigen zentralen Oase, die jedoch in einem Labyrinth aus Kakteen verborgen und nur wenigen Eingeweihten bekannt ist. Den Namen übersetzt May als „abgesteckte Ebene“ und erklärt ihn dadurch, dass die Reisewege durch das Gebiet mit in den Erdboden gerammten Pfählen markiert seien. Als Stakemen bezeichnete Verbrecherbanden würden die Pfähle umsetzen, so dass Reisende unmerklich im Kreis geführt und schließlich, vor Durst fast wehrlos, von den Stakemen ausgeraubt würden.
Tatsächlich ist das Hochland eine Steppe und keine Wüste. Eine zentrale Oase gibt es nicht. Für die historische Realität der von May beschriebenen Räuberbanden gibt es ebenfalls keine Anhaltspunkte.